# Võ Bẩm
Võ Bẩm (1915-2008) là một tướng lĩnh của Quân đội nhân dân Việt Nam, hàm Thiếu tướng, nguyên là Phó Chủ nhiệm Ủy ban Thanh tra Quân đội thuộc Bộ Quốc phòng Việt Nam (1971-1978). Ông là người có công lớn trong việc mở đường Trường Sơn trên bộ, là tư lệnh đầu tiên của đoàn 559.

## Tiểu sử tóm tắt
Ông sinh năm 1915; quê xã Tịnh Khê, huyện Sơn Tịnh, tỉnh Quảng Ngãi; (nay là xã Tịnh Khê, tp Quảng Ngãi, tỉnh Quảng Ngãi) thụ phong quân hàm Thiếu tướng năm 1974.
- Năm 1934, ông gia nhập Đảng Cộng sản Đông Dương.
- Trước Cách mạng tháng Tám (1945), ông hoạt động bí mật, làm Bí thư huyện ủy Sơn Tịnh, Tỉnh ủy viên Quảng Ngãi.
- Trong Kháng chiến chống Pháp, từ tháng 10 năm 1945 đến năm 1954, ông giữ các chức vụ từ Chính trị viên tiểu đoàn đến Chính ủy trung đoàn.
- Năm 1957, Cục phó Cục Quản lý thuộc Bộ Tổng Tham mưu.
- Năm 1958, Cục phó Cục Nông binh (sau gọi là Cục Nông trường) thuộc Tổng cục Hậu cần.
- Tháng 5 năm 1959, ông được Chủ tịch Hồ Chí Minh giao nhiệm vụ tổ chức và đi mở Đường Trường Sơn, được cử làm Đoàn trưởng đầu tiên (Tư lệnh đầu tiên) Đoàn 559.
- Năm 1965, ông làm Phó Tư lệnh Bộ Tư lệnh 559.
- Tháng 1 năm 1967, ông làm Chính ủy Đoàn 95.
- Từ tháng 11 năm 1967 đến năm 1968, ông làm Cục trưởng Cục Quản lý giáo dục kiêm Trưởng phòng Chính trị Bộ Tổng Tham mưu.
- Từ tháng 8 năm 1971 đến năm 1978, ông làm Phó Chủ nhiệm Ủy ban Thanh tra Quân đội.

Năm 1980, ông nghỉ hưu.
Ông qua đời lúc 5 giờ 55 phút ngày 5 tháng 7 năm 2008 tại Bệnh viện Trung ương Quân đội 108, Hà Nội.

## Vinh danh
- Huân chương Hồ Chí Minh
- Huân chương Quân công hạng nhất, hạng nhì
- Huân chương Chiến thắng hạng nhất
- Huân chương Kháng chiến hạng nhất
- Huân chương Chiến công hạng Nhất

và nhiều huân, huy chương khác.